# Black History
Black History – trzynasty album studyjny Sizzli, jamajskiego wykonawcy muzyki reggae i dancehall.
Płyta została wydana 26 czerwca 2001 roku przez label Charm Records, należący do brytyjskiej wytwórni Jet Star Records. Znalazła się na niej kompilacja najnowszych singli Sizzli. Produkcją krążka zajął się sam wokalista.

## Lista utworów
1. "Bandulu"
2. "Instance"
3. "Ring Leader"
4. "Black History"
5. "No Pain"
6. "Rastafari Children"
7. "Problem Inna the System"
8. "Bun Dem Up"
9. "Run Dem To Wrong"
10. "Things Will Be Better"
11. "Upfullness"
12. "Galong"
13. "Don't Be Disappointed"
14. "Happy To Love"